# 百楽荘 (箕面市)
百楽荘（ひゃくらくそう）は、大阪府箕面市の町名。関西屈指の高級邸宅街として有名である。
令和3年2月末現在（箕面市発表）の世帯数は656、人口1,396で内男性646人・女性750人。

## 地理
箕面市の南西部に位置しており、西は桜井と桜、南東に牧落、北は西小路と接している。北から順に1丁目〜4丁目である。
周辺には桜ケ丘や桜井、さらに西には池田市石橋といった高級住宅街が連続しており、良好な住環境を形成している。当地を西国街道が通っており、阪急箕面線牧落駅、更に国道171号線が走っている。阪急桜井駅も付近にあり、大阪梅田まで約25分という利便性もある。

### 地価
北摂地域に位置し、当地は概して敷地面積が大きく、豪壮な邸宅が多い。住宅地の地価は、2020年（令和2年）1月1日の公示地価によれば、百楽荘三丁目6-3の地点で24万7,000円/m2となっている。

## 歴史
百楽荘という名前は、1925年（大正14年）に新櫻井住宅地から牧落百楽荘住宅地に改名したことから由来している。
百楽荘は、1924年（大正13年）7月に関西土地株式会社によって開発され、分譲を開始した。住宅のほか、売店、派出所、ビリヤード場、遊園地、下水などが整備されていた。当地に位置する阪急牧落駅は、同社をはじめ箕面村内の多くのひとびとの働きかけや寄付により1921年（大正10年）12月30日に開設された。
百楽荘の開発は、生け垣や御影石の石畳を敷いた側溝がある街並みなど以外は箕面有馬電気軌道（現在の阪急電鉄）の指導を受けた。百楽荘は開発会社が力を入れた経営地であり、当時の竹原友三郎社長も住んでいた時期があることからそのことが窺える。

## 施設
- 阪急電鉄箕面線:牧落駅
- 箕面市立箕面小学校
- 百楽会館